# Atalaryk
Atalaryk (516 – 2 października 534) – król Ostrogotów w Italii. Był wnukiem Teodoryka Wielkiego i synem Eutaryka i Amalasunty, córki Teodoryka. Po śmierci dziadka w 526, jako dziesięcioletni chłopiec został królem ostrogockim. W imieniu Atalaryka władzę regencyjną sprawowała jego matka, Amalasunta. Była ona zwolenniczką współpracy z Bizancjum, a syna wychowywała w tradycji rzymskiej. Przeciwko temu zaprotestowała starszyzna gocka, która w latach 532-534 uzyskała większy wpływ na Atalaryka. Atalaryk zmarł śmiercią naturalną 2 października 534 r. Następcą Atalaryka został Teodahad, siostrzeniec Teodoryka Wielkiego, poślubiony przez Amalasuntę.